# Караџахалил
Караџахалил или Караџа Халил (тур. Karacahalil) је насељено место у округу Малкара у вилајету Текирдаг, Турска. Према попису из 2020. било је 418 становника.
У Караџахалилу су живели Срби, који су према предању пореклом из околине Јагодине, одакле су их Турци преселили у Тракију да би им тесали камен, након Косовске битке 1389. године. Првобитно су живели у оближњем месту Учдере. Живећи поред Грка временом су били хеленизовани. Године 1912. село је имало 80 словенских православних кућа. Након грчко-турског рата 1922. године Срби напуштају Караџахалил.